# Ке Чженвень
Ке Чженвень (29 вересня 1996) — сінгапурський плавець.
Учасник Олімпійських Ігор 2012, 2016 років.
Переможець Ігор Південно-Східної Азії 2011, 2013, 2015, 2017, 2019 років.
Призер Азійських ігор 2018 року.